# Iranotrogus deserti
Iranotrogus deserti är en skalbaggsart som beskrevs av Baraud 1987. Iranotrogus deserti ingår i släktet Iranotrogus och familjen Melolonthidae. Inga underarter finns listade i Catalogue of Life.